# Leucania herrichii
Leucania herrichii là một loài bướm đêm thuộc họ Noctuidae. Nó được tìm thấy ở Bulgaria, Hy Lạp, Thổ Nhĩ Kỳ, Israel, Liban, Syria, Jordan the Levant, Iran và Turkmenistan.
Con trưởng thành bay từ tháng 8 đến tháng 11. Có một lứa một năm.
Ấu trùng có thể ăn các loài Gramineae khác nhau.